# Jakub Jáně
Jakub Jáně (* 13. září 1990 Hradec Králové) je bývalý český vodní slalomář, kanoista závodící v kategorii C2. Jeho partnerem v lodi byl do roku 2018 Ondřej Karlovský, v letech 2017–2019 závodil s Terezou Fišerovou.
V roce 2008 získal spolu s Karlovským na Mistrovství Evropy juniorů i Mistrovství světa juniorů vždy stříbrnou medaili v individuálním závodě C2 a zlatou medaili v závodě hlídek C2, další cenné kovy na evropských i světových šampionátech do 23 let vybojovali v následujících letech (2010, 2011 a 2012). Na seniorském Mistrovství Evropy 2012 pomohli českému týmu k zisku stříbrné medaile v závodě družstev, o rok později skončili třetí v individuálním závodě C2. Z Mistrovství světa 2013 v Praze si odvezli zlatou medaili ze závodů C2 hlídek, v individuálním závodě C2 byli šestí. Na ME 2014 vybojovali v hlídkách bronz, stejný cenný kov ve stejné disciplíně získali tentýž rok i na světovém šampionátu. Ze závodu hlídek na Mistrovství Evropy 2015 si přivezli stříbrné medaile, o dva roky později bronz. Na ME 2018 získali v individuálním závodě bronz a v hlídkách stříbro.
V roce 2017 začal startovat také s Terezou Fišerovou v závodech smíšených deblkánoí, neboť v roce 2018 byly mužské deblkánoe vyřazeny z programů velkých akcí. Smíšená kategorie C2 však byla po sezóně 2019 také zrušena, a Jáně tak ukončil závodní kariéru.